# Teofil Władysław Belina Brzozowski
Teofil Władysław Belina Brzozowski (ur. 1863 w Rzgowie, zm. 3 sierpnia 1914 w Kłobucku) – polski lekarz i działacz społeczny.

## Życiorys
Urodził się w 1863 r. w Rzgowie. W 1887 r. ukończył studia medyczne na Uniwersytecie Warszawskim, a rok później został mianowany lekarzem w majątku Ostrowy, który był wówczas własnością wielkiego księcia Michała Romanowa, brata cara Rosji Mikołaja II. Równocześnie prowadził też prywatną praktykę lekarską. Był jedynym lekarzem w Kłobucku i okolicy, który zdecydował się bezpłatnie leczyć strażaków i ich rodziny, a także biednych mieszkańców Kłobucka i okolicznych miejscowości. Z tego powodu nazywany był kłobuckim Judymem.
Oprócz pracy zawodowej, Brzozowski był zaangażowany w działalność społeczną, m.in. z jego inicjatywy założona została w Kłobucku w 1901 r. Ochotnicza Straż Ogniowa. Brzozowski był przez wiele lat prezesem straży, a dzięki jego zdolnościom organizacyjnym wybudowana została remiza strażacka z dużą salą widowiskową, która służyła ludności Kłobucka do lat 1970.; również z inspiracji Brzozowskiego powstała strażacka orkiestra dęta. Jako, że w Kłobucku ok. 70% ludności utrzymywało się z rolnictwa, w 1906 r. Brzozowski zainicjował założenie kółka rolniczego, które było jednym z pierwszych w powiecie częstochowskim. Ponadto współpracował z innym znanym lekarzem i społecznikiem – częstochowianinem, dr. Władysławem Biegańskim, m.in. razem z nim założył Towarzystwo Lekarskie w Częstochowie. 
Poza działalnością lekarską i społeczną, Brzozowski był także działaczem niepodległościowym i jako taki związany był z Polską Partią Socjalistyczną. W związku z tym swoje mieszkanie w Kłobucku udostępniał jako punkt kontaktowy i przerzutowy. Za jego pomocą z zagranicy w głąb Królestwa Polskiego szmuglowano m.in. literaturę niepodległościową oraz broń dla Organizacji Bojowej PPS. Za swą działalność polityczną był kilkakrotnie więziony przez carskie władze, a w 1914 r. został skazany na zesłanie, lecz nie wywieziono go z powodu złego stanu zdrowia. Powodem odroczenia kary był tyfus plamisty, którym się zaraził od pacjenta.
Zmarł 3 sierpnia 1914 r. w Kłobucku, wkrótce po wydaniu wyroku i został pochowany na koszt miasta, gdyż nie dorobił się majątku, jako że większość środków przeznaczył na działalność społeczną i polityczną. W jego pogrzebie uczestniczył tłum mieszkańców Kłobucka i okolic. W uznaniu jego zasług w 1926 r. mieszkańcy Kłobucka ufundowali na tamtejszym cmentarzu nagrobek z czerwonego piaskowca. Staraniem Towarzystwa Przyjaciół Kłobucka nagrobek został odnowiony w 2001 r. 4 sierpnia 2015 r. w Szpitalu Rejonowym w Kłobucku odsłonięto upamiętniającą go tablicę, o co starało się przez wiele lat Towarzystwo Przyjaciół Kłobucka. W uroczystości wzięli udział kłobuccy starosta i burmistrz, członkowie rodziny Brzozowskiego oraz strażacy z OSP w Kłobucku. Inicjatywą TPK jest również projekt nadania jego imienia miejskiemu szpitalowi. W 2023 r. jego imię nadano miejskiemu parkowi w Kłobucku w rejonie ul. Armii Krajowej i ul. Parkowej, wzdłuż rzeki Biała Oksza.
Żonaty, miał pięcioro dzieci.